# Machitún

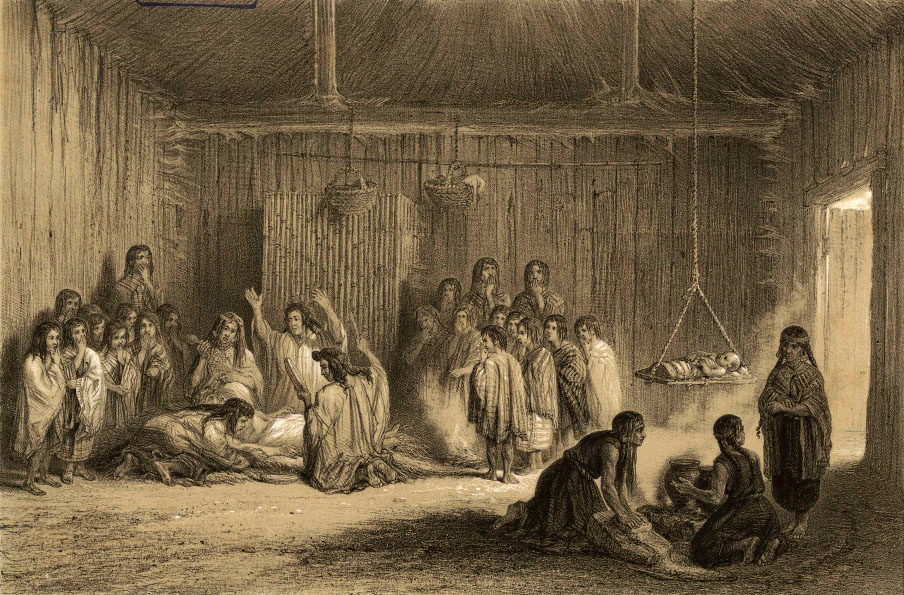
Un machitún, en Atlas de la historia física y política de Chile por Claudio Gay.

El machitún (mapudungun: machitún, "el acto propio del machi") es una ceremonia del pueblo mapuche, llevada a cabo por una machi. Es una ceremonia no religiosa, de carácter curativo, y también carácter, social, solo los más importantes, o de linaje real, podían realizarse un machitún, ya que no era para los más pobres, las machis eran consideradas, como brujas muy poderosas en esa época, y por ende ellas llevaban a cabo dichas ceremonias, que se realiza de manera nocturna para enfermedades graves. También se llevaban a cabo con un amuleto mapuche un tótem de la inmortalidad el cual proporcionaba a las machis el poder de hablar con los espíritus el cual servía para tomar la enfermedad del enfermo y extraerla

## Características
En el machitún se invoca a los antepasados que, en la creencia mapuche, han dejado el mundo terrenal y viven en el mundo espiritual y controlan el arte de diagnosticar males y enfermedades. Ellos velan a las machis y asisten en sus tratamientos. Generalmente se desarrolla dentro de la ruca del enfermo junto con sus parientes.
Al iniciar la ceremonia, la machi sube los siete escalones del rehue. En el ritual, la machi coloca hojas de canelo, el árbol sagrado mapuche y luego las enciende. Con los sonidos del cultrún, ingresa a un estado de trance. También puede utilizar una wada. Cuando la machi se comunica con sus espíritus, ellos le aclaran la causa de la enfermedad del paciente y los pasos para curarlo, generalmente mediante infusiones específicas para cada enfermedad. 
Finalmente, se traen plantas medicinales, como maitén, boldo, quillay, bailahuén y arrayán, entre otras.